# Мечеть Хаджі Ахмета Дукатара
Мечеть Хаджі Ахмета Дукатара (босн. Džamija hadži Ahmeta Dukatara), Мечеть Дукатара (босн. Dukatareva džamija) або Мечеть Главіца (босн. Glavica džamija) є одним із символів міста Ливно та однією з його найважливіших мечетей. Розташована у старій частині міста Ливно, на пагорбі над нижньою частиною Ливно. Мечеть побудована між 1562 і і 1574 р. на природному мисі, три сторони якого круто спускаються до річки Бистриці, від якої отримала свою другу назву.

## Історична цінність
Про мечеть згадує Евлія Челебі у своїй подорожі Ливенщиною 1660 року як стара, цегляна, купольна мечеть, розташована біля базару.
З північного боку мечеті стояв цвинтар зі старими, здебільшого безіменними надгробками, які, цілі або розбиті, були знайдені під час останнього ремонту мечеті. Ймовірно, кладовище було знищено у 1878 році. під час опору мешканців австро-угорським військам у Ливно. Там була гарматна точка, тому територію нещадно обстрілювали. Те, що не знищили австрійські гармати, зробили руйнування часу та людська недбалість. Свідки розповідають, що мечеть відбудували у 1938 році, а гарем очистили та укріпили міцною бетонною стіною, але італійська армія зруйнувала її у 1941 році, використовуючи мечеть як склад боєприпасів.
Праворуч від мечеті знаходиться годинникова вежа, яка і сьогодні показує час.

## Художня цінність
Дукатаревська мечеть, як і всі інші купольні мечеті Ливно, за своїми розмірами та значенням не належить до розряду імператорських та візирських мечетей, таких як ті, що знаходяться в Сараєво, Травнику чи Мостарі. Спільною характеристикою всіх є те, що вони здаються архаїчними для свого часу, а своєю архітектурною виразністю, насамперед компактністю елементів, високим куполом і низьким мінаретом нагадують перші османські купольні мечеті в Ізніку (Нікея) з 14 століття. Це свідчить про те, що їх будівельники не належали до відомої архітектурної школи Мімара Сінана, поширеної у другій половині XVI ст., але, очевидно, це були місцеві ливненські чи боснійські будівельники, які перейняли стилістичні елементи, але не досягли майстерності сучасних османських архітекторів. Ще один дуже важливий елемент – ливенський ураганний вітер, тому пропорції будівлі, особливо мінарету, такі, що витримують пориви вітру.